# 1203
Il 1203 (MCCIII in numeri romani) è un anno  del XIII secolo.

## Eventi
- Fine della guerra tra Assisi e Perugia.
- 24 giugno - 17 luglio - Assedio di Costantinopoli: L'alleanza formata da Crociati e bizantini fedeli all'imperatore Alessio IV Angelo attaccò e conquistò Costantinopoli, difesa di bizantini fedeli all'usurpatore Alessio III Angelo. Fu la prima volta nella storia che Costantinopoli venne espugnata.

## Nati
- 10 gennaio - Abū Shāma, storico arabo († 1268)
- 28 luglio - Kujō Motoie, poeta giapponese († 1280)
- Abu Zakariyya Yahya, sultano († 1249)
- Beatrice di Svevia, principessa sveva († 1235)
- Filippo Ciardelli, religioso italiano († 1290)
- Eva Marshal, nobile britannica († 1246)
- Bi Bi Monajemeh Nishaburi, matematica e astronoma iraniana († 1280)
- Pietro II di Savoia, conte († 1268)
- Zakariyya al-Qazwini, scienziato persiano († 1283)
- Yusuf al-Mustansir, califfo berbero († 1224)
- Michele Zanche, politico italiano († 1275)

## Morti
- 3 gennaio - Guglielmo III di Chalon, conte
- 21 gennaio - Agnese II di Quedlinburg, badessa tedesca (n. 1139)
- 3 aprile - Arturo I di Bretagna, nobile (n. 1187)
- 4 novembre - Teodorico VII d'Olanda, conte
- Raimon d'Agout (n. 1130)
- Alberto IV degli Alberti, nobile italiano (n. 1143)
- Guglielmo di Parigi, religioso francese
- Simone di Tournai, filosofo e teologo francese (n. 1130)
- Stefano di Tournai, vescovo francese (n. 1128)
- Barisone I di Gallura

## Calendario
| Calendario 1203 | Calendario 1203 | Calendario 1203 | Calendario 1203 | Calendario 1203 | Calendario 1203 | Calendario 1203 | Calendario 1203 | Calendario 1203 | Calendario 1203 | Calendario 1203 | Calendario 1203 | Calendario 1203 | Calendario 1203 | Calendario 1203 | Calendario 1203 | Calendario 1203 | Calendario 1203 | Calendario 1203 | Calendario 1203 | Calendario 1203 | Calendario 1203 | Calendario 1203 | Calendario 1203 | Calendario 1203 | Calendario 1203 | Calendario 1203 | Calendario 1203 | Calendario 1203 | Calendario 1203 | Calendario 1203 | Calendario 1203 | Calendario 1203 |
| --------------- | --------------- | --------------- | --------------- | --------------- | --------------- | --------------- | --------------- | --------------- | --------------- | --------------- | --------------- | --------------- | --------------- | --------------- | --------------- | --------------- | --------------- | --------------- | --------------- | --------------- | --------------- | --------------- | --------------- | --------------- | --------------- | --------------- | --------------- | --------------- | --------------- | --------------- | --------------- | --------------- |
|                 | 1               | 2               | 3               | 4               | 5               | 6               | 7               | 8               | 9               | 10              | 11              | 12              | 13              | 14              | 15              | 16              | 17              | 18              | 19              | 20              | 21              | 22              | 23              | 24              | 25              | 26              | 27              | 28              | 29              | 30              | 31              |                 |
| Gennaio         | Me              | Gi              | Ve              | Sa              | Do              | Lu              | Ma              | Me              | Gi              | Ve              | Sa              | Do              | Lu              | Ma              | Me              | Gi              | Ve              | Sa              | Do              | Lu              | Ma              | Me              | Gi              | Ve              | Sa              | Do              | Lu              | Ma              | Me              | Gi              | Ve              |                 |
| Febbraio        | Sa              | Do              | Lu              | Ma              | Me              | Gi              | Ve              | Sa              | Do              | Lu              | Ma              | Me              | Gi              | Ve              | Sa              | Do              | Lu              | Ma              | Me              | Gi              | Ve              | Sa              | Do              | Lu              | Ma              | Me              | Gi              | Ve              |                 |                 |                 |                 |
| Marzo           | Sa              | Do              | Lu              | Ma              | Me              | Gi              | Ve              | Sa              | Do              | Lu              | Ma              | Me              | Gi              | Ve              | Sa              | Do              | Lu              | Ma              | Me              | Gi              | Ve              | Sa              | Do              | Lu              | Ma              | Me              | Gi              | Ve              | Sa              | Do              | Lu              |                 |
| Aprile          | Ma              | Me              | Gi              | Ve              | Sa              | Do              | Lu              | Ma              | Me              | Gi              | Ve              | Sa              | Do              | Lu              | Ma              | Me              | Gi              | Ve              | Sa              | Do              | Lu              | Ma              | Me              | Gi              | Ve              | Sa              | Do              | Lu              | Ma              | Me              |                 |                 |
| Maggio          | Gi              | Ve              | Sa              | Do              | Lu              | Ma              | Me              | Gi              | Ve              | Sa              | Do              | Lu              | Ma              | Me              | Gi              | Ve              | Sa              | Do              | Lu              | Ma              | Me              | Gi              | Ve              | Sa              | Do              | Lu              | Ma              | Me              | Gi              | Ve              | Sa              |                 |
| Giugno          | Do              | Lu              | Ma              | Me              | Gi              | Ve              | Sa              | Do              | Lu              | Ma              | Me              | Gi              | Ve              | Sa              | Do              | Lu              | Ma              | Me              | Gi              | Ve              | Sa              | Do              | Lu              | Ma              | Me              | Gi              | Ve              | Sa              | Do              | Lu              |                 |                 |
| Luglio          | Ma              | Me              | Gi              | Ve              | Sa              | Do              | Lu              | Ma              | Me              | Gi              | Ve              | Sa              | Do              | Lu              | Ma              | Me              | Gi              | Ve              | Sa              | Do              | Lu              | Ma              | Me              | Gi              | Ve              | Sa              | Do              | Lu              | Ma              | Me              | Gi              |                 |
| Agosto          | Ve              | Sa              | Do              | Lu              | Ma              | Me              | Gi              | Ve              | Sa              | Do              | Lu              | Ma              | Me              | Gi              | Ve              | Sa              | Do              | Lu              | Ma              | Me              | Gi              | Ve              | Sa              | Do              | Lu              | Ma              | Me              | Gi              | Ve              | Sa              | Do              |                 |
| Settembre       | Lu              | Ma              | Me              | Gi              | Ve              | Sa              | Do              | Lu              | Ma              | Me              | Gi              | Ve              | Sa              | Do              | Lu              | Ma              | Me              | Gi              | Ve              | Sa              | Do              | Lu              | Ma              | Me              | Gi              | Ve              | Sa              | Do              | Lu              | Ma              |                 |                 |
| Ottobre         | Me              | Gi              | Ve              | Sa              | Do              | Lu              | Ma              | Me              | Gi              | Ve              | Sa              | Do              | Lu              | Ma              | Me              | Gi              | Ve              | Sa              | Do              | Lu              | Ma              | Me              | Gi              | Ve              | Sa              | Do              | Lu              | Ma              | Me              | Gi              | Ve              |                 |
| Novembre        | Sa              | Do              | Lu              | Ma              | Me              | Gi              | Ve              | Sa              | Do              | Lu              | Ma              | Me              | Gi              | Ve              | Sa              | Do              | Lu              | Ma              | Me              | Gi              | Ve              | Sa              | Do              | Lu              | Ma              | Me              | Gi              | Ve              | Sa              | Do              |                 |                 |
| Dicembre        | Lu              | Ma              | Me              | Gi              | Ve              | Sa              | Do              | Lu              | Ma              | Me              | Gi              | Ve              | Sa              | Do              | Lu              | Ma              | Me              | Gi              | Ve              | Sa              | Do              | Lu              | Ma              | Me              | Gi              | Ve              | Sa              | Do              | Lu              | Ma              | Me              |                 |